# Tatyana Korshunova
Tatyana Korshunova (em russo:  Татьяна Васильевна Коршунова, Moscovo, 6 de março de 1956) é uma ex-canoísta de velocidade russa na modalidade de canoagem.

## Carreira
Foi vencedora da medalha de Prata em K-1 500 m em Montreal 1976.